# Survey township

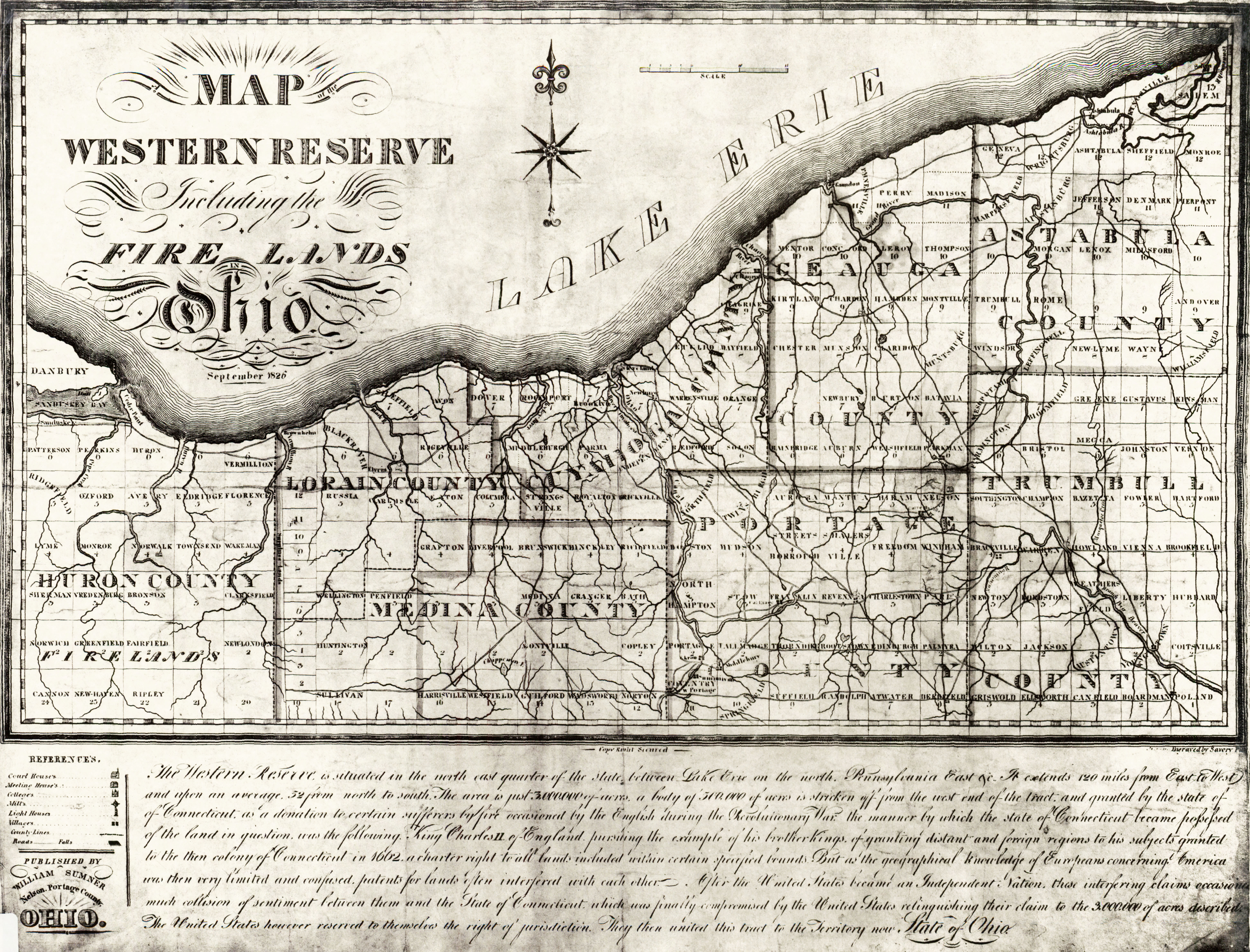
Mappa del 1826 della Connecticut Western Reserve nell'Ohio settentrionale, che mostra sia borgate topografiche sia borgate pubbliche. Le survey township sono rappresentate dai numeri (numeri orizzontali per la "città" e verticali per l'"agglomerato"), mentre le survey township che usano gli stessi confini sono rappresentate dai nomi.

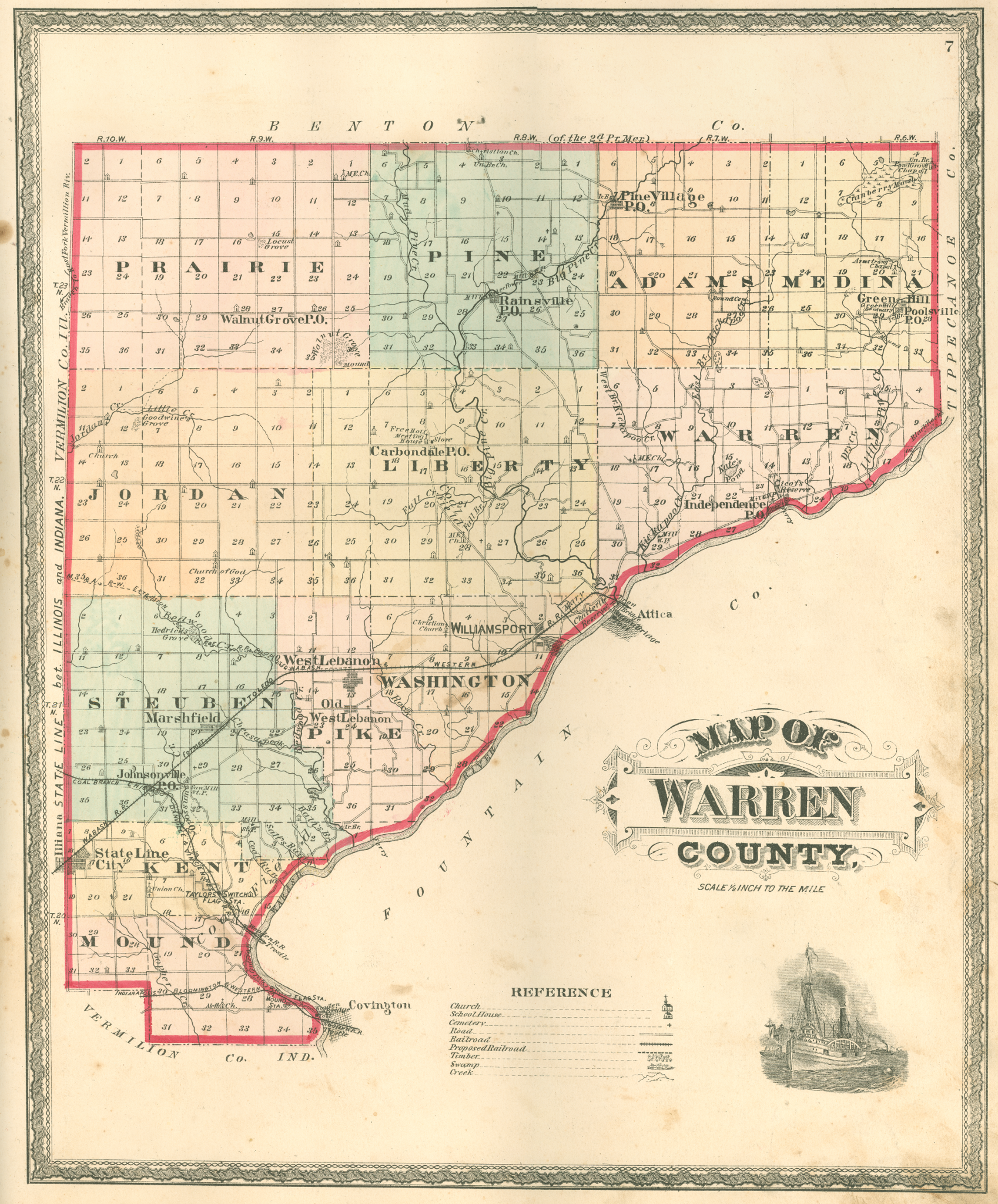
Mappa del 1877 della contea di Warren (Indiana). Fra tutte le borgate pubbliche, solo la Pine Township corrisponde esattamente a una survey township con 36 sezioni.

Survey township (talvolta anche congressional township),  è una espressione utilizzata dallo United States Public Land Survey System - ovvero il sistema pubblico di rilevamento dei terreni degli Stati Uniti d'America - che indica area di territorio quadrata, con una lunghezza nominale di sei miglia (topografiche statunitensi) (~9.7 km) per lato.

## Storia
Anteriormente alla standardizzazione, alcune delle cosiddette "Terre dell'Ohio" (Ohio Lands) furono rilevate in townships, ossia particelle quadrate di 5 mi (8 km) per ogni lato. Queste sono note spesso come Congressional Townships.
Le sezioni sono divise in sezioni da un quarto di 160 acri (65 ha) ciascuna e ancora in sezioni da un quarto di quarto (cioè da un sedicesimo) di 40 acri (16 ha) ciascuna. Nello Homestead Act del 1862, una sezione di terra da un quarto era la quantità assegnata a ciascun colono. Provenienti da questo sono le espressioni idiomatiche statunitensi "the lower 40" ("i 40 più bassi"), che sono i 40 acri sulla terra di un colono più bassi in altitudine, nella direzione in cui l'acqua defluisce verso un torrente, e i "back 40" ("i 40 dietro"), la porzione più lontana dall'abitazione del colono.

## Descrizione
Ogni township di 36 miglia quadrate (~93 km2) è divisa in 36 sezioni di un miglio quadrato (~2.6 km2), che possono essere ulteriormente suddivise per la vendita, e ciascuna sezione copre esattamente 640 acri (3 km²). Le township sono indicate mediante un sistema di numerazione che localizza la township in relazione a un meridiano (nord-sud) e a una linea di base (est-ovest). Le township furono originariamente rilevate e mappate dal General Land Office, l'allora ufficio del catasto statunitense, usando squadre di rilevamento private in appalto e sono segnate sulle carte topografiche dello United States Geological Survey (il Servizio di rilevamento geologico degli Stati Uniti).

## Entità affini
Le survey townships sono distinte dalle civil townships. Una survey township è un'unità di misura catastale che si usa per stabilire i confini per la proprietà terriera. Una civil township è una forma di ente territoriale. Negli stati della federazione statunitense che presentano civil township, i confini delle survey township sono spesso contermini con le civil township. I confini delle contee, specialmente negli stati occidentali, di solito seguono i confini delle township, conducendo al gran numero di contee rettangolari nell'Ovest, che sono agglomerati di survey township.
Nel Canada occidentale, il Dominion Land Survey ("Rilevamento delle terre dei dominion") adottò un formato simile per le survey township, che non formano unità amministrative. Anche queste township hanno l'area di 36 miglia quadrate (sei miglia per sei miglia).